# 24 Heures de Spa 2023
Navigation
Édition précédente Édition suivante
Les 24 Heures de Spa 2023 (2023 CrowdStrike 24 Hours of Spa), disputées du 29 juin 2023 au 2 juillet 2023 sur le Circuit de Spa-Francorchamps, sont la soixante-quinzième édition de cette épreuve. La course faisait partie du GT World Challenge Europe Endurance Cup 2023 et du Intercontinental GT Challenge 2023.

## Contexte avant la course
Nombreuses catégories roulent durant le prologue avant les 24h : le McLaren Trophy Europe, le Lamborghini Super Trofeo, le Championnat d'Europe de Formule Régionale, la Série Européenne GT4 et le GT1 Sports Club. 

### Changement de date
En septembre 2022, on apprend que le Grand Prix de Belgique 2023 qui a lieu habituellement fin d'août passe à fin juillet (du 28 au 30 juillet), qui prend la date traditionnelle des 24 Heures de Spa, cette dernière été contrainte de changer la date à début juillet.

### Prologue marqué par le décès Dilano van't Hoff
Lors de la course du Championnat d'Europe de Formule Régionale (FRECA), 4e manche du championnat et la première course du samedi matin, la course démarre sous une forte pluie à 9h30. C'est au 9e tour et avant dernier de la course que le drame se produit, tout le monde pensait que la course se terminerait sous voiture de sécurité, que la direction de course décide de relancer la course. Le pilote allemand Tim Tramnitz a eu un accident à la relance à la sortie du Radillon, dans la ligne droite de Kemmel. Le pilote néerlandais Dilano van't Hoff a ensuite percuté une barrière. Sans visibilité sur le circuit, l'Irlandais Adam Fitzgerald a ensuite percuté la monoplace no 17 de la MP Motorsport de Van't Hoff, le déchirant en deux. Il est transporté d'urgence à l'hôpital vers 10h00, les organisateurs de l'événement des 24h annonce son décès à 13h00. 
Une minute de silence est faite juste avant le départ des 24h.

## Course

### Classement de la course
Les voitures ne parcourant pas 70 % de la distance du gagnant sont non classées (NC).
| Pos     | Classe | no  | Écurie                                         | Pilotes                                                                         | Châssis                                     | Tours | Temps                                 |
| ------- | ------ | --- | ---------------------------------------------- | ------------------------------------------------------------------------------- | ------------------------------------------- | ----- | ------------------------------------- |
| Pos     | Classe | no  | Écurie                                         | Pilotes                                                                         | Moteur                                      | Tours | Temps                                 |
| 1       | P      | 98  | Rowe Racing                                    | Philipp Eng Marco Wittmann Nick Yelloly                                         | BMW M4 GT3                                  | 537   | 24 h 01 min 15 s 423                  |
| 1       | P      | 98  | Rowe Racing                                    | Philipp Eng Marco Wittmann Nick Yelloly                                         | BMW S58B30T0 3,0 L i6 M TwinPower Turbo     | 537   | 24 h 01 min 15 s 423                  |
| 2       | P      | 88  | AKKodis ASP Team                               | Timur Boguslavskiy Jules Gounon Raffaele Marciello                              | Mercedes-AMG GT3 Evo                        | 537   | + 11 s 129                            |
| 2       | P      | 88  | AKKodis ASP Team                               | Timur Boguslavskiy Jules Gounon Raffaele Marciello                              | Mercedes-Benz M159 6,2 l V8 Atmo            | 537   | + 11 s 129                            |
| 3       | P      | 17  | Scherer Sport PHX                              | Luca Engstler (en) Kelvin van der Linde Nicki Thiim                             | Audi R8 LMS Evo II                          | 537   | + 12 s 269                            |
| 3       | P      | 17  | Scherer Sport PHX                              | Luca Engstler (en) Kelvin van der Linde Nicki Thiim                             | Audi 5,2 L V10 Atmo                         | 537   | + 12 s 269                            |
| 4       | P      | 92  | Manthey EMA                                    | Julien Andlauer Kévin Estre Laurens Vanthoor                                    | Porsche 911 GT3 R                           | 537   | + 13 s 175                            |
| 4       | P      | 92  | Manthey EMA                                    | Julien Andlauer Kévin Estre Laurens Vanthoor                                    | Porsche 4,2 L Flat Six Atmo                 | 537   | + 13 s 175                            |
| 5       | P      | 96  | Rutronik Racing                                | Laurin Heinrich (en) Dennis Olsen Thomas Preining                               | Porsche 911 GT3 R                           | 537   | + 50 s 301                            |
| 5       | P      | 96  | Rutronik Racing                                | Laurin Heinrich (en) Dennis Olsen Thomas Preining                               | Porsche 4,2 L Flat Six Atmo                 | 537   | + 50 s 301                            |
| 6       | P      | 46  | Team WRT                                       | Augusto Farfus Maxime Martin Valentino Rossi                                    | BMW M4 GT3                                  | 537   | + 1 min 25 s 074                      |
| 6       | P      | 46  | Team WRT                                       | Augusto Farfus Maxime Martin Valentino Rossi                                    | BMW S58B30T0 3,0 L i6 M TwinPower Turbo     | 537   | + 1 min 25 s 074                      |
| 7       | P      | 40  | Audi Sport Tresor Orange1                      | Mattia Drudi (en) Ricardo Feller (en) Dennis Marschall (en)                     | Audi R8 LMS Evo II                          | 537   | + 1 min 33 s 639                      |
| 7       | P      | 40  | Audi Sport Tresor Orange1                      | Mattia Drudi (en) Ricardo Feller (en) Dennis Marschall (en)                     | Audi 5,2 L V10 Atmo                         | 537   | + 1 min 33 s 639                      |
| 8       | P      | 11  | Audi Sport Team Comtoyou (en)                  | Christopher Haase Gilles Magnus (en) Frédéric Vervisch                          | Audi R8 LMS Evo II                          | 537   | + 1 min 33 s 949                      |
| 8       | P      | 11  | Audi Sport Team Comtoyou (en)                  | Christopher Haase Gilles Magnus (en) Frédéric Vervisch                          | Audi 5,2 L V10 Atmo                         | 537   | + 1 min 33 s 949                      |
| 9       | P      | 777 | Mercedes-AMG Team AlManar                      | Lucas Auer Fabian Schiller (en) Luca Stolz (en)                                 | Mercedes-AMG GT3 Evo                        | 536   | + 1 Tour                              |
| 9       | P      | 777 | Mercedes-AMG Team AlManar                      | Lucas Auer Fabian Schiller (en) Luca Stolz (en)                                 | Mercedes-Benz M159 6,2 l V8 Atmo            | 536   | + 1 Tour                              |
| 10      | G      | 5   | Optimum Motorsport                             | Sam De Haan Charlie Fagg Dean MacDonald (en) Tom Gamble                         | McLaren 720S GT3 Evo                        | 536   | + 1 Tour                              |
| 10      | G      | 5   | Optimum Motorsport                             | Sam De Haan Charlie Fagg Dean MacDonald (en) Tom Gamble                         | McLaren M840T 4,0 l V8 Bi-Turbo             | 536   | + 1 Tour                              |
| 11      | P      | 71  | AF Corse - Francorchamps Motors                | Antonio Fuoco Davide Rigon Daniel Serra                                         | Ferrari 296 GT3                             | 536   | + 1 Tour                              |
| 11      | P      | 71  | AF Corse - Francorchamps Motors                | Antonio Fuoco Davide Rigon Daniel Serra                                         | Ferrari F163 3,0 L V6 Turbo                 | 536   | + 1 Tour                              |
| 12      | P      | 54  | Dinamic GT Huber Racing                        | Christian Engelhart (en) Ayhancan Güven Sven Müller                             | Porsche 911 GT3 R                           | 535   | + 2 Tours                             |
| 12      | P      | 54  | Dinamic GT Huber Racing                        | Christian Engelhart (en) Ayhancan Güven Sven Müller                             | Porsche 4,2 L Flat Six Atmo                 | 535   | + 2 Tours                             |
| 13      | B      | 20  | Huber Motorsport                               | Antares Au Matteo Cairoli Jannes Fittje Tim Heinemann (en)                      | Porsche 911 GT3 R                           | 535   | + 2 Tours                             |
| 13      | B      | 20  | Huber Motorsport                               | Antares Au Matteo Cairoli Jannes Fittje Tim Heinemann (en)                      | Porsche 4,2 L Flat Six Atmo                 | 535   | + 2 Tours                             |
| 14      | G      | 30  | Team WRT                                       | Niklas Krütten Jean-Baptiste Simmenauer Calan Williams                          | BMW M4 GT3                                  | 535   | + 2 Tours                             |
| 14      | G      | 30  | Team WRT                                       | Niklas Krütten Jean-Baptiste Simmenauer Calan Williams                          | BMW S58B30T0 3,0 L i6 M TwinPower Turbo     | 535   | + 2 Tours                             |
| 15      | B      | 911 | Pure Rxcing                                    | Klaus Bachler Alex Malykhin Marco Seefried Joel Sturm                           | Porsche 911 GT3 R                           | 535   | + 2 Tours                             |
| 15      | B      | 911 | Pure Rxcing                                    | Klaus Bachler Alex Malykhin Marco Seefried Joel Sturm                           | Porsche 4,2 L Flat Six Atmo                 | 535   | + 2 Tours                             |
| 16      | P      | 25  | Audi Sport Team Saintéloc                      | Simon Gachet Christopher Mies Patric Niederhauser                               | Audi R8 LMS Evo II                          | 535   | + 2 Tours                             |
| 16      | P      | 25  | Audi Sport Team Saintéloc                      | Simon Gachet Christopher Mies Patric Niederhauser                               | Audi 5,2 L V10 Atmo                         | 535   | + 2 Tours                             |
| 17      | S      | 85  | GRT Grasser Racing Team                        | Glenn van Berlo (en) Benjamín Hites (es) Clemens Schmid (de)                    | Lamborghini Huracán GT3 Evo2                | 534   | + 3 Tours                             |
| 17      | S      | 85  | GRT Grasser Racing Team                        | Glenn van Berlo (en) Benjamín Hites (es) Clemens Schmid (de)                    | Lamborghini 5,2 L V10 Atmo                  | 534   | + 3 Tours                             |
| 18      | B      | 93  | Sky – Tempesta Racing                          | Eddie Cheever III (en) Chris Froggatt Jonathan Hui Jeffrey Schmidt              | McLaren 720S GT3 Evo                        | 534   | + 3 Tours                             |
| 18      | B      | 93  | Sky – Tempesta Racing                          | Eddie Cheever III (en) Chris Froggatt Jonathan Hui Jeffrey Schmidt              | McLaren M840T 4,0 l V8 Bi-Turbo             | 534   | + 3 Tours                             |
| 19      | S      | 12  | Comtoyou Racing (en)                           | Sam Dejonghe Loris Hezemans (en) Finlay Hutchison Lucas Légeret (de)            | Audi R8 LMS Evo II                          | 534   | + 3 Tours                             |
| 19      | S      | 12  | Comtoyou Racing (en)                           | Sam Dejonghe Loris Hezemans (en) Finlay Hutchison Lucas Légeret (de)            | Audi 5,2 L V10 Atmo                         | 534   | + 3 Tours                             |
| 20      | B      | 44  | CLRT                                           | Hugo Chevalier Frédéric Makowiecki Clément Mateu Steven Palette                 | Porsche 911 GT3 R                           | 534   | + 3 Tours                             |
| 20      | B      | 44  | CLRT                                           | Hugo Chevalier Frédéric Makowiecki Clément Mateu Steven Palette                 | Porsche 4,2 L Flat Six Atmo                 | 534   | + 3 Tours                             |
| 21      | G      | 21  | Comtoyou Racing (en)                           | Nicolas Baert Max Hofer Maxime Soulet                                           | Audi R8 LMS Evo II                          | 534   | + 3 Tours                             |
| 21      | G      | 21  | Comtoyou Racing (en)                           | Nicolas Baert Max Hofer Maxime Soulet                                           | Audi 5,2 L V10 Atmo                         | 534   | + 3 Tours                             |
| 22      | PA     | 75  | SunEnergy1 Racing                              | Nicky Catsburg Martin Konrad Chaz Mostert (en) Adam Osieka                      | Mercedes-AMG GT3 Evo                        | 533   | + 4 Tours                             |
| 22      | PA     | 75  | SunEnergy1 Racing                              | Nicky Catsburg Martin Konrad Chaz Mostert (en) Adam Osieka                      | Mercedes-Benz M159 6,2 l V8 Atmo            | 533   | + 4 Tours                             |
| 23      | PA     | 24  | Car Collection Motorsport                      | Alex Fontana Ivan Jacoma Nicolas Leutwiler Nico Menzel                          | Porsche 911 GT3 R                           | 533   | + 4 Tours                             |
| 23      | PA     | 24  | Car Collection Motorsport                      | Alex Fontana Ivan Jacoma Nicolas Leutwiler Nico Menzel                          | Porsche 4,2 L Flat Six Atmo                 | 533   | + 4 Tours                             |
| 24      | B      | 79  | Haupt Racing Team                              | Sébastien Baud Hubert Haupt (de) Jordan Love (en) Arjun Maini                   | Mercedes-AMG GT3 Evo                        | 533   | + 4 Tours                             |
| 24      | B      | 79  | Haupt Racing Team                              | Sébastien Baud Hubert Haupt (de) Jordan Love (en) Arjun Maini                   | Mercedes-Benz M159 6,2 l V8 Atmo            | 533   | + 4 Tours                             |
| 25      | P      | 31  | Team WRT                                       | Adam Carroll Lewis Proctor Tim Whale                                            | BMW M4 GT3                                  | 532   | + 5 Tours                             |
| 25      | P      | 31  | Team WRT                                       | Adam Carroll Lewis Proctor Tim Whale                                            | BMW S58B30T0 3,0 L i6 M TwinPower Turbo     | 532   | + 5 Tours                             |
| 26      | B      | 52  | AF Corse                                       | Andrea Bertolini Jef Machiels Louis Machiels (pl) Lilou Wadoux                  | Ferrari 488 GT3 Evo 2020                    | 532   | + 5 Tours                             |
| 26      | B      | 52  | AF Corse                                       | Andrea Bertolini Jef Machiels Louis Machiels (pl) Lilou Wadoux                  | Ferrari F154CB 3,9 L Twin-turbo V8 Bi-Turbo | 532   | + 5 Tours                             |
| 27      | B      | 91  | Herberth Motorsport                            | Kay van Berlo Ralf Bohn (de) Alfred Renauer (de) Robert Renauer (de)            | Porsche 911 GT3 R                           | 532   | + 5 Tours                             |
| 27      | B      | 91  | Herberth Motorsport                            | Kay van Berlo Ralf Bohn (de) Alfred Renauer (de) Robert Renauer (de)            | Porsche 4,2 L Flat Six Atmo                 | 532   | + 5 Tours                             |
| 28      | B      | 66  | Tresor Attempto Racing                         | Kikko Galbiati Sean Hudspeth Andrey Mukovoz Dylan Pereira                       | Audi R8 LMS Evo II                          | 531   | + 6 Tours                             |
| 28      | B      | 66  | Tresor Attempto Racing                         | Kikko Galbiati Sean Hudspeth Andrey Mukovoz Dylan Pereira                       | Audi 5,2 L V10 Atmo                         | 531   | + 6 Tours                             |
| 29      | P      | 6   | K-Pax Racing (en)                              | Marco Mapelli (en) Sandy Mitchell (en) Franck Perera                            | Lamborghini Huracán GT3 Evo2                | 530   | + 7 Tours                             |
| 29      | P      | 6   | K-Pax Racing (en)                              | Marco Mapelli (en) Sandy Mitchell (en) Franck Perera                            | Lamborghini 5,2 L V10 Atmo                  | 530   | + 7 Tours                             |
| 30      | S      | 26  | Saintéloc Junior Team                          | Erwan Bastard Grégoire Demoustier Antoine Doquin Paul Evrard                    | Audi R8 LMS Evo II                          | 529   | + 8 Tours                             |
| 30      | S      | 26  | Saintéloc Junior Team                          | Erwan Bastard Grégoire Demoustier Antoine Doquin Paul Evrard                    | Audi 5,2 L V10 Atmo                         | 529   | + 8 Tours                             |
| 31      | S      | 56  | Dinamic GT Huber Racing                        | Daniele Di Amato Adrien de Leener (de) Jop Rappange Tanart Sathienthirakul (en) | Porsche 911 GT3 R                           | 529   | + 8 Tours                             |
| 31      | S      | 56  | Dinamic GT Huber Racing                        | Daniele Di Amato Adrien de Leener (de) Jop Rappange Tanart Sathienthirakul (en) | Porsche 4,2 L Flat Six Atmo                 | 529   | + 8 Tours                             |
| 32      | B      | 3   | GetSpeed                                       | Patrick Assenheimer (de) Kenneth Heyer Alex Peroni Florian Scholze              | Mercedes-AMG GT3 Evo                        | 529   | + 8 Tours                             |
| 32      | B      | 3   | GetSpeed                                       | Patrick Assenheimer (de) Kenneth Heyer Alex Peroni Florian Scholze              | Mercedes-Benz M159 6,2 l V8 Atmo            | 529   | + 8 Tours                             |
| 33      | B      | 62  | Team Parker Racing                             | Kiern Jewiss Xavier Maassen Andy Meyrick Derek Pierce                           | Porsche 911 GT3 R                           | 527   | + 10 Tours                            |
| 33      | B      | 62  | Team Parker Racing                             | Kiern Jewiss Xavier Maassen Andy Meyrick Derek Pierce                           | Porsche 4,2 L Flat Six Atmo                 | 527   | + 10 Tours                            |
| 34      | B      | 188 | Garage 59                                      | Henrique Chaves Conrad Grunewald (de) Louis Prette (en) Miguel Ramos            | McLaren 720S GT3 Evo                        | 526   | + 11 Tours                            |
| 34      | B      | 188 | Garage 59                                      | Henrique Chaves Conrad Grunewald (de) Louis Prette (en) Miguel Ramos            | McLaren M840T 4,0 l V8 Bi-Turbo             | 526   | + 11 Tours                            |
| 35      | PA     | 888 | CSA Racing                                     | Erwin Creed Jean Glorieux Arthur Rougier Casper Stevenson (en)                  | Audi R8 LMS Evo II                          | 524   | + 13 Tours                            |
| 35      | PA     | 888 | CSA Racing                                     | Erwin Creed Jean Glorieux Arthur Rougier Casper Stevenson (en)                  | Audi 5,2 L V10 Atmo                         | 524   | + 13 Tours                            |
| 36      | PA     | 216 | Modena Motorsports                             | Mathias Beche John Shen Benny Simonsen Francis Tjia                             | Porsche 911 GT3 R                           | 522   | + 15 Tours                            |
| 36      | PA     | 216 | Modena Motorsports                             | Mathias Beche John Shen Benny Simonsen Francis Tjia                             | Porsche 4,2 L Flat Six Atmo                 | 522   | + 15 Tours                            |
| 37      | PA     | 16  | Uno Racing Team                                | Adderly Fong Xiaole He Junlin Pan "Rio"                                         | Audi R8 LMS Evo II                          | 520   | + 17 Tours                            |
| 37      | PA     | 16  | Uno Racing Team                                | Adderly Fong Xiaole He Junlin Pan "Rio"                                         | Audi 5,2 L V10 Atmo                         | 520   | + 17 Tours                            |
| 38      | G      | 57  | Winward Racing                                 | Indy Dontje (en) Philip Ellis Russell Ward (en)                                 | Mercedes-AMG GT3 Evo                        | 519   | + 18 Tours                            |
| 38      | G      | 57  | Winward Racing                                 | Indy Dontje (en) Philip Ellis Russell Ward (en)                                 | Mercedes-Benz M159 6,2 l V8 Atmo            | 519   | + 18 Tours                            |
| 39      | S      | 90  | MadPanda Motorsprt                             | Magnus Gustavsen Alexey Nesov Ezequiel Pérez Companc (en) Jesse Salmenautio     | Mercedes-AMG GT3 Evo                        | 519   | + 18 Tours                            |
| 39      | S      | 90  | MadPanda Motorsprt                             | Magnus Gustavsen Alexey Nesov Ezequiel Pérez Companc (en) Jesse Salmenautio     | Mercedes-Benz M159 6,2 l V8 Atmo            | 519   | + 18 Tours                            |
| 40      | S      | 33  | Bullitt Racing                                 | Jeff Kingsley Romain Leroux Jacob Riegel Ruben del Sarte                        | Aston Martin Vantage AMR GT3                | 518   | + 19 Tours                            |
| 40      | S      | 33  | Bullitt Racing                                 | Jeff Kingsley Romain Leroux Jacob Riegel Ruben del Sarte                        | Mercedes-Benz M177 4,0 l V8 Bi-Turbo        | 518   | + 19 Tours                            |
| 41      | PA     | 4   | Crowdstrike Racing par Riley                   | Colin Braun Felipe Fraga Ian James George Kurtz                                 | Mercedes-AMG GT3 Evo                        | 516   | + 21 Tours                            |
| 41      | PA     | 4   | Crowdstrike Racing par Riley                   | Colin Braun Felipe Fraga Ian James George Kurtz                                 | Mercedes-Benz M159 6,2 l V8 Atmo            | 516   | + 21 Tours                            |
| 42      | G      | 9   | Boutsen VDS                                    | Alberto Di Folco Adam Eteki Thomas Laurent Aurélien Panis                       | Audi R8 LMS Evo II                          | 510   | + 27 Tours                            |
| 42      | G      | 9   | Boutsen VDS                                    | Alberto Di Folco Adam Eteki Thomas Laurent Aurélien Panis                       | Audi 5,2 L V10 Atmo                         | 510   | + 27 Tours                            |
| 43      | B      | 50  | AF Corse                                       | Simon Mann Ulysse de Pauw (en) Julien Piguet Nicolás Varrone (en)               | Ferrari 296 GT3                             | 475   | + 62 Tours                            |
| 43      | B      | 50  | AF Corse                                       | Simon Mann Ulysse de Pauw (en) Julien Piguet Nicolás Varrone (en)               | Ferrari F163 3,0 L V6 Turbo                 | 475   | + 62 Tours                            |
| 44      | P      | 51  | AF Corse - Francorchamps Motors                | Nicklas Nielsen Alessio Rovera Robert Shwartzman                                | Ferrari 296 GT3                             | 455   | + 82 Tours                            |
| 44      | P      | 51  | AF Corse - Francorchamps Motors                | Nicklas Nielsen Alessio Rovera Robert Shwartzman                                | Ferrari F163 3,0 L V6 Turbo                 | 455   | + 82 Tours                            |
| 45      | B      | 23  | Grove Racing (en)                              | Earl Bamber Brenton Grove (en) Stephen Grove Anton de Pasquale (en)             | Porsche 911 GT3 R                           | 440   | + 97 Tours                            |
| 45      | B      | 23  | Grove Racing (en)                              | Earl Bamber Brenton Grove (en) Stephen Grove Anton de Pasquale (en)             | Porsche 4,2 L Flat Six Atmo                 | 440   | + 97 Tours                            |
| 46      | B      | 35  | Walkenhorst Motorsport                         | Anders Buchardt (de) James Kell Thomas Neubauer (en) Bailey Voisin (en)         | BMW M4 GT3                                  | 431   | + 106 Tours                           |
| 46      | B      | 35  | Walkenhorst Motorsport                         | Anders Buchardt (de) James Kell Thomas Neubauer (en) Bailey Voisin (en)         | BMW S58B30T0 3,0 L i6 M TwinPower Turbo     | 431   | + 106 Tours                           |
| 47      | S      | 99  | Tresor Orange1                                 | Alex Aka (en) Pietro Delli Guanti (en) Lorenzo Patrese                          | Audi R8 LMS Evo II                          | 429   | + 108 Tours                           |
| 47      | S      | 99  | Tresor Orange1                                 | Alex Aka (en) Pietro Delli Guanti (en) Lorenzo Patrese                          | Audi 5,2 L V10 Atmo                         | 429   | + 108 Tours                           |
| 48      | B      | 55  | Dinamic GT Huber Racing                        | Ben Barker Marius Nakken (no) Philipp Sager Christopher Zöchling (de)           | Porsche 911 GT3 R                           | 396   | + 141 Tours                           |
| 48      | B      | 55  | Dinamic GT Huber Racing                        | Ben Barker Marius Nakken (no) Philipp Sager Christopher Zöchling (de)           | Porsche 4,2 L Flat Six Atmo                 | 396   | + 141 Tours                           |
| 49      | S      | 60  | VSR (en)                                       | Luis Michael Dörrbecker (en) Baptiste Moulin Marcus Påverud Artem Petrov        | Lamborghini Huracán GT3 Evo2                | 393   | + 144 Tours                           |
| 49      | S      | 60  | VSR (en)                                       | Luis Michael Dörrbecker (en) Baptiste Moulin Marcus Påverud Artem Petrov        | Lamborghini 5,2 L V10 Atmo                  | 393   | + 144 Tours                           |
| Abd.    | B      | 89  | AKKodis ASP Team                               | Adalberto Baptista Bruno Baptista (en) Rodrigo Baptista Alan Hellmeister (pt)   | Mercedes-AMG GT3 Evo                        | 353   | Moteur                                |
| Abd.    | B      | 89  | AKKodis ASP Team                               | Adalberto Baptista Bruno Baptista (en) Rodrigo Baptista Alan Hellmeister (pt)   | Mercedes-Benz M159 6,2 l V8 Atmo            | 353   | Moteur                                |
| Abd.    | P      | 999 | Mercedes-AMG Team GruppeM Racing               | Maro Engel Mikaël Grenier Daniel Juncadella                                     | Mercedes-AMG GT3 Evo                        | 331   | Roulement                             |
| Abd.    | P      | 999 | Mercedes-AMG Team GruppeM Racing               | Maro Engel Mikaël Grenier Daniel Juncadella                                     | Mercedes-Benz M159 6,2 l V8 Atmo            | 331   | Roulement                             |
| Abd.    | PA     | 64  | Haupt Racing Team                              | Matt Bell Frank Bird James Cottingham Naveen Rao (de)                           | Mercedes-AMG GT3 Evo                        | 308   | Retrait                               |
| Abd.    | PA     | 64  | Haupt Racing Team                              | Matt Bell Frank Bird James Cottingham Naveen Rao (de)                           | Mercedes-Benz M159 6,2 l V8 Atmo            | 308   | Retrait                               |
| Abd.    | P      | 87  | Mercedes-AMG Team AKKodis ASP                  | Thomas Drouet Lorenzo Ferrari (en) Maximilian Götz                              | Mercedes-AMG GT3 Evo                        | 304   | Radiateur                             |
| Abd.    | P      | 87  | Mercedes-AMG Team AKKodis ASP                  | Thomas Drouet Lorenzo Ferrari (en) Maximilian Götz                              | Mercedes-Benz M159 6,2 l V8 Atmo            | 304   | Radiateur                             |
| Abd.    | G      | 19  | Iron Lynx                                      | Michele Beretta (en) Rolf Ineichen Leonardo Pulcini                             | Lamborghini Huracán GT3 Evo2                | 278   | Accélérateur                          |
| Abd.    | G      | 19  | Iron Lynx                                      | Michele Beretta (en) Rolf Ineichen Leonardo Pulcini                             | Lamborghini 5,2 L V10 Atmo                  | 278   | Accélérateur                          |
| Abd.    | B      | 8   | AGS Events                                     | Antonin Borga Leonardo Gorini Nico Jamin                                        | Lamborghini Huracán GT3 Evo2                | 272   | Retrait                               |
| Abd.    | B      | 8   | AGS Events                                     | Antonin Borga Leonardo Gorini Nico Jamin                                        | Lamborghini 5,2 L V10 Atmo                  | 272   | Retrait                               |
| Abd.    | P      | 32  | Team WRT                                       | Sheldon van der Linde Dries Vanthoor Charles Weerts (en)                        | BMW M4 GT3                                  | 250   | Accident                              |
| Abd.    | P      | 32  | Team WRT                                       | Sheldon van der Linde Dries Vanthoor Charles Weerts (en)                        | BMW S58B30T0 3,0 L i6 M TwinPower Turbo     | 250   | Accident                              |
| Abd.    | P      | 998 | Rowe Racing                                    | Daniel Harper (en) Max Hesse (en) Neil Verhagen (en)                            | BMW M4 GT3                                  | 250   | Accident                              |
| Abd.    | P      | 998 | Rowe Racing                                    | Daniel Harper (en) Max Hesse (en) Neil Verhagen (en)                            | BMW S58B30T0 3,0 L i6 M TwinPower Turbo     | 250   | Accident                              |
| Abd.    | G      | 157 | Winward Racing                                 | Miklas Born (de) David Schumacher Marius Zug (en)                               | Mercedes-AMG GT3 Evo                        | 238   | Problème mécanique                    |
| Abd.    | G      | 157 | Winward Racing                                 | Miklas Born (de) David Schumacher Marius Zug (en)                               | Mercedes-Benz M159 6,2 l V8 Atmo            | 238   | Problème mécanique                    |
| Abd.    | P      | 159 | Garage 59                                      | Benjamin Goethe (en) Marvin Kirchhöfer Nicolai Kjærgaard (en)                   | McLaren 720S GT3 Evo                        | 208   | Suspension                            |
| Abd.    | P      | 159 | Garage 59                                      | Benjamin Goethe (en) Marvin Kirchhöfer Nicolai Kjærgaard (en)                   | McLaren M840T 4,0 l V8 Bi-Turbo             | 208   | Suspension                            |
| Abd.    | B      | 81  | Theeba Motorsport (en)                         | Ralf Aron Reema Juffali Yannick Mettler (de) Alain Valente (de)                 | Mercedes-AMG GT3 Evo                        | 200   | Accident                              |
| Abd.    | B      | 81  | Theeba Motorsport (en)                         | Ralf Aron Reema Juffali Yannick Mettler (de) Alain Valente (de)                 | Mercedes-Benz M159 6,2 l V8 Atmo            | 200   | Accident                              |
| Abd.    | PA     | 38  | ST Racing avec Rinaldi                         | Jon Miller Samantha Tan Isaac Tutumlu (en) Leonard Weiss                        | Ferrari 296 GT3                             | 192   | Endommagement à la suite d'un contact |
| Abd.    | PA     | 38  | ST Racing avec Rinaldi                         | Jon Miller Samantha Tan Isaac Tutumlu (en) Leonard Weiss                        | Ferrari F163 3,0 L V6 Turbo                 | 192   | Endommagement à la suite d'un contact |
| Abd.    | S      | 58  | GRT Grasser Racing Team                        | Ricky Capo Fabrizio Crestani Sam Neary Gerhard Tweraser (en)                    | Lamborghini Huracán GT3 Evo2                | 188   | Problème mécanique                    |
| Abd.    | S      | 58  | GRT Grasser Racing Team                        | Ricky Capo Fabrizio Crestani Sam Neary Gerhard Tweraser (en)                    | Lamborghini 5,2 L V10 Atmo                  | 188   | Problème mécanique                    |
| Abd.    | S      | 10  | Boutsen VDS                                    | Loris Cabirou Andrea Cola (en) César Gazeau Roee Meyuhas (en)                   | Audi R8 LMS Evo II                          | 186   | Contact                               |
| Abd.    | S      | 10  | Boutsen VDS                                    | Loris Cabirou Andrea Cola (en) César Gazeau Roee Meyuhas (en)                   | Audi 5,2 L V10 Atmo                         | 186   | Contact                               |
| Abd.    | PA     | 70  | Crowdstrike Racing par Leipert Motorsport (de) | Jean-Francois Bruno Brendon Leitch (en) Kerong Li Gerhard Watzinger             | Lamborghini Huracán GT3 Evo2                | 184   | Accident                              |
| Abd.    | PA     | 70  | Crowdstrike Racing par Leipert Motorsport (de) | Jean-Francois Bruno Brendon Leitch (en) Kerong Li Gerhard Watzinger             | Lamborghini 5,2 L V10 Atmo                  | 184   | Accident                              |
| Abd.    | P      | 63  | Iron Lynx                                      | Mirko Bortolotti Andrea Caldarelli Jordan Pepper                                | Lamborghini Huracán GT3 Evo2                | 184   | Problème de freins                    |
| Abd.    | P      | 63  | Iron Lynx                                      | Mirko Bortolotti Andrea Caldarelli Jordan Pepper                                | Lamborghini 5,2 L V10 Atmo                  | 184   | Problème de freins                    |
| Abd.    | PA     | 78  | Barwell Motorsport                             | Rob Collard (en) Patrick Kujala (en) Dennis Lind (en) Bashar Mardini            | Lamborghini Huracán GT3 Evo2                | 173   | Problème de freins                    |
| Abd.    | PA     | 78  | Barwell Motorsport                             | Rob Collard (en) Patrick Kujala (en) Dennis Lind (en) Bashar Mardini            | Lamborghini 5,2 L V10 Atmo                  | 173   | Problème de freins                    |
| Abd.    | PA     | 2   | GetSpeed                                       | Lance Bergstein Andrzej Lewandowski Aaron Walker Lewis Williamson (en)          | Mercedes-AMG GT3 Evo                        | 162   | Endommagement à la suite d'un contact |
| Abd.    | PA     | 2   | GetSpeed                                       | Lance Bergstein Andrzej Lewandowski Aaron Walker Lewis Williamson (en)          | Mercedes-Benz M159 6,2 l V8 Atmo            | 162   | Endommagement à la suite d'un contact |
| Abd.    | B      | 83  | Iron Dames                                     | Sarah Bovy Rahel Frey Michelle Gatting Doriane Pin                              | Lamborghini Huracán GT3 Evo2                | 151   | Accident                              |
| Abd.    | B      | 83  | Iron Dames                                     | Sarah Bovy Rahel Frey Michelle Gatting Doriane Pin                              | Lamborghini 5,2 L V10 Atmo                  | 151   | Accident                              |
| Abd.    | B      | 7   | Inception Racing                               | Brendan Iribe Ollie Millroy Fran Rueda Frederik Schandorff                      | McLaren 720S GT3 Evo                        | 74    | Problème électrique                   |
| Abd.    | B      | 7   | Inception Racing                               | Brendan Iribe Ollie Millroy Fran Rueda Frederik Schandorff                      | McLaren M840T 4,0 l V8 Bi-Turbo             | 74    | Problème électrique                   |
| Abd.    | PA     | 132 | GMG Racing by Car Collection Motorsport        | Jeroen Bleekemolen Patrick Long James Sofronas (en) Kyle Washington             | Porsche 911 GT3 R                           | 2     | Accident                              |
| Abd.    | PA     | 132 | GMG Racing by Car Collection Motorsport        | Jeroen Bleekemolen Patrick Long James Sofronas (en) Kyle Washington             | Porsche 4,2 L Flat Six Atmo                 | 2     | Accident                              |
| Source: |        |     |                                                |                                                                                 |                                             |       |                                       |

| Icon | Class      |
| ---- | ---------- |
| P    | Pro Cup    |
| G    | Gold Cup   |
| S    | Silver Cup |
| PA   | Pro-Am Cup |
| B    | Bronze Cup |

- † indique que la voiture a été classée, mais qu'elle n'a pas fini la course.

## Pole position et record du tour
- Pole position :
- Meilleur tour en course :

## À noter
- Longueur du circuit : 7,004 km
- Distance parcourue par les vainqueurs : 3 761,148 km